# Newport (Wales)
Newport (Welsh: Casnewydd) is een unitaire autoriteit met de officiële titel van city en het is de derde stad (ONS-code W06000022) van Wales. Newport heeft 153.000 inwoners. De rivier de Usk stroomt door de stad.

## Geschiedenis
Newport ligt aan de rivier de Usk. Al in de bronstijd woonden hier mensen. In het begin van de westerse jaartelling hadden de Romeinen al een vesting gebouwd op de plek waar nu de stad ligt. In de stad staat de Newport Cathedral, die stamt uit de 9e eeuw. Ook de Vikingen hebben hier een nederzetting gehad. In 1090 bouwden zij een kasteel, waar de nieuwe stad ontstond. New is dan te beschouwen als nieuw ten opzichte van de oude Romeinse nederzetting.
In 1385 werd een charter toegekend, een vorm van stadsrechten.
Newport is bekend vanwege de chartists, een burgerrechtenbeweging uit 1839 die opkwam voor meer democratische grondrechten, zoals algemeen kiesrecht (in eerste instantie voor mannen boven de 21), geheim stemmen en betaalde parlementariërs. Deze eisen zijn in min of meer dezelfde vorm opgenomen in de verklaring rond de rechten van de mens, zoals vastgesteld door de Verenigde Naties in 1948.

## Onderwijs en economie
In 1842 werd een belangrijke technische hogeschool gesticht. Enkele andere hogescholen gingen in 1975 op in de Universiteit van Wales, die verschillende vestigingen in de stad heeft. Newport kent ook de Newport School of Art.
Belangrijke werkgevers in de stad zijn diverse overheidsinstanties, maar ook industrie (Panasonic) en enkele Corus staalfabrieken in Llanwern.

## Sport
De bekendste voetbalclub uit de stad is Newport County AFC, dat uitkomt in de Engelse competitie.

## Verkeer
Newport wordt ontsloten door de autosnelweg M4, en bezit een nog werkende zweefbrug over de Usk.

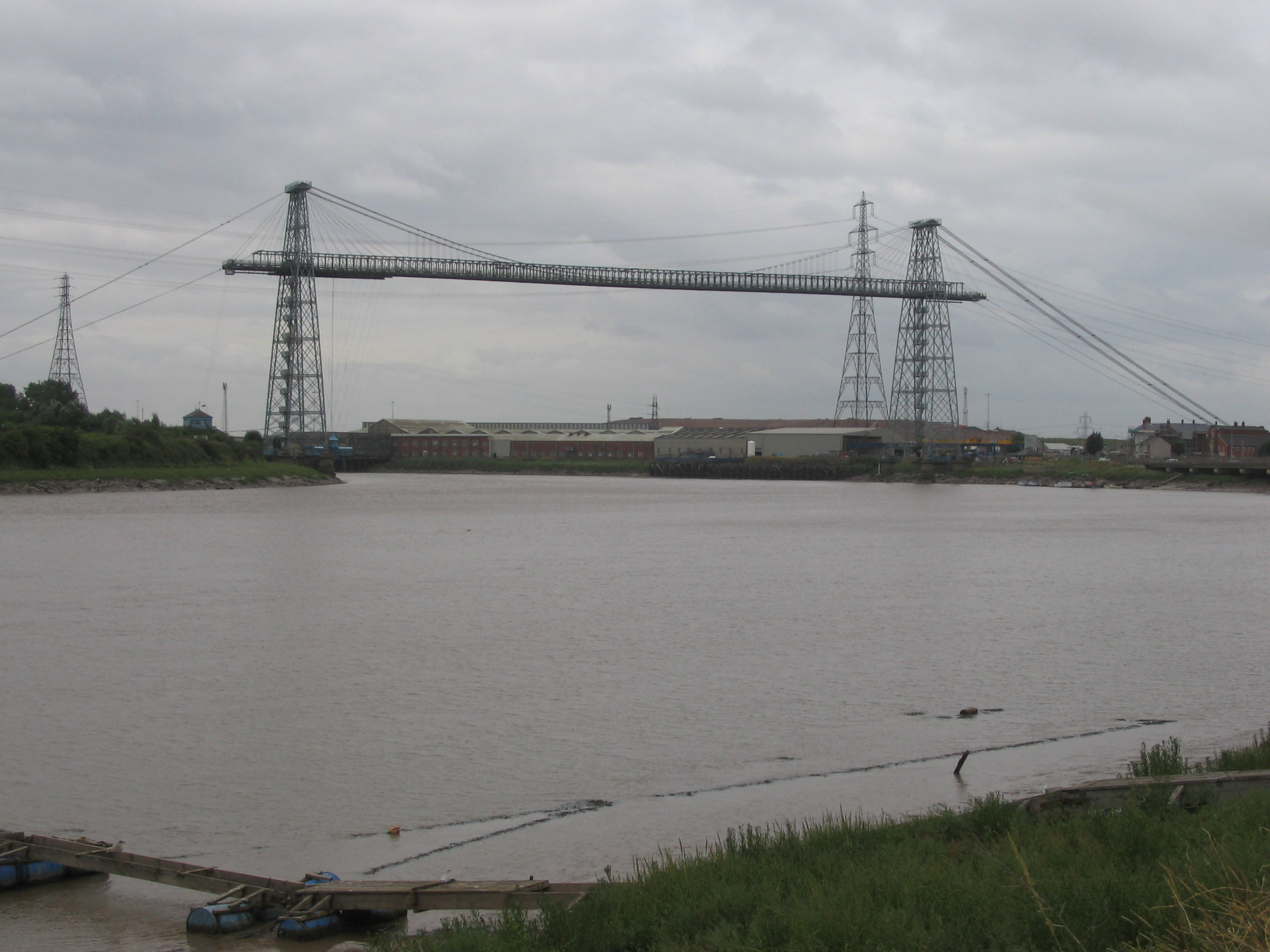
De zweefbrug over de Usk te Newport

## Geboren
- Jimmy Thomas (1874-1949), Brits Labour-politicus
- Perce Blackborow (1894-1949), Brits zeeman
- Desmond Llewelyn (1914-1999), acteur
- Peter Greenaway (1942), Brits filmregisseur, schrijver, kunstschilder en samensteller van tentoonstellingen.
- Tony Pulis (1958), Welsh voetbaltrainer
- Michael Sheen (1969), Brits acteur
- Christian Malcolm (1979), Brits sprinter
- Jon Lilygreen (1987), Welsh zanger
- Chris Gunter (1989), Welsh voetballer